# Licínio Azevedo
Licínio Azevedo (Porto Alegre, 1951) és un escriptor, director i realitzador de cinema moçambiquès oriünd del Brasil.
Establert a Moçambic des de 1975, és un dels fundadors de l'empresa moçambiquesa de producció de cinema Ébano Multimédia i productor de diversos llargmetratges i documentals. És membre de l'Instituto Nacional de Cinema de Moçambique des de 1977, on participà en experiències de Ruy Guerra i de Jean-Luc Godard. Les seves produccions han estat premiades a diversos festivals.

## Filmografia
| Pel·lícula                | Any  |
| ------------------------- | ---- |
| A Colheita Do Diabo       | 1988 |
| Marracuene                | 1990 |
| Adeus RDA                 | 1992 |
| A Árvore dos Antepassados | 1994 |
| A Guerra da Água          | 1996 |
| Tchuma Tchato             | 1997 |
| Massassane                | 1998 |
| A Última Prostituta       | 1999 |
| Histórias Comunitárias    | 2000 |
| A Ponte                   | 2001 |
| Eclipse                   | 2002 |
| Desobediência             | 2002 |
| Mãos de Barro             | 2003 |
| Acampamento de Desminagem | 2005 |
| O Grande Bazar            | 2006 |
| Hóspedes da Noite         | 2007 |
| A Ilha dos Espíritos      | 2010 |
| A virgem Margarida        | 2012 |